# Ichneumon cervulus
Ichneumon cervulus là một loài tò vò trong họ Ichneumonidae.